# Bestandsmieten
Bestandsmieten (Plur.) ist ein Begriff aus dem Wohnraummietrecht und bezeichnet die üblichen Entgelte, die in einer Gemeinde für frei finanzierten Wohnraum vergleichbarer Art, Größe, Ausstattung, Beschaffenheit und Lage einschließlich der energetischen Ausstattung und Beschaffenheit in den letzten vier Jahren vereinbart oder geändert worden sind (§ 558 Abs. 2 BGB).
Die Bestandsmieten bezeichnen die Nettokaltmiete, also ohne Heizkosten und Betriebskosten. Nicht zu den Bestandsmieten zählen Entgelte, die schon früher als in den letzten vier Jahren vereinbart oder geändert worden sind.
Anhand der Bestandsmieten wird die ortsübliche Vergleichsmiete ermittelt, die Grundlage einer Mieterhöhung nach § 558 BGB sein kann. Die ortsüblichen Vergleichsmieten können in einem Mietspiegel zusammengefasst dargestellt werden (§ 558c BGB).
Weil neu vermietete Wohnungen, insbesondere Neubaumieten immer teurer und die Mietspiegel im Abstand von zwei Jahren der Marktentwicklung angepasst werden sollen (§ 558c Abs. 3 BGB), steigt auch der Referenzwert – die Bestandsmieten. Mit der sog. Mietpreisbremse sollte daher der Preisanstieg für Neuvermietungen, für die der Mietspiegel nicht gilt, begrenzt werden.
Die für ein bestimmtes Mietverhältnis bestehende Miete (Bestandsmiete, Sing.) darf außerdem nur im Rahmen des § 558 Abs. 3 BGB bis zur sog. Kappungsgrenze erhöht werden.